# Spelobia bifrons
Spelobia bifrons är en tvåvingeart som först beskrevs av Christian Stenhammar 1854.  Spelobia bifrons ingår i släktet Spelobia och familjen hoppflugor. Arten är reproducerande i Sverige. Inga underarter finns listade i Catalogue of Life.